# Charles W. Moore Jr.

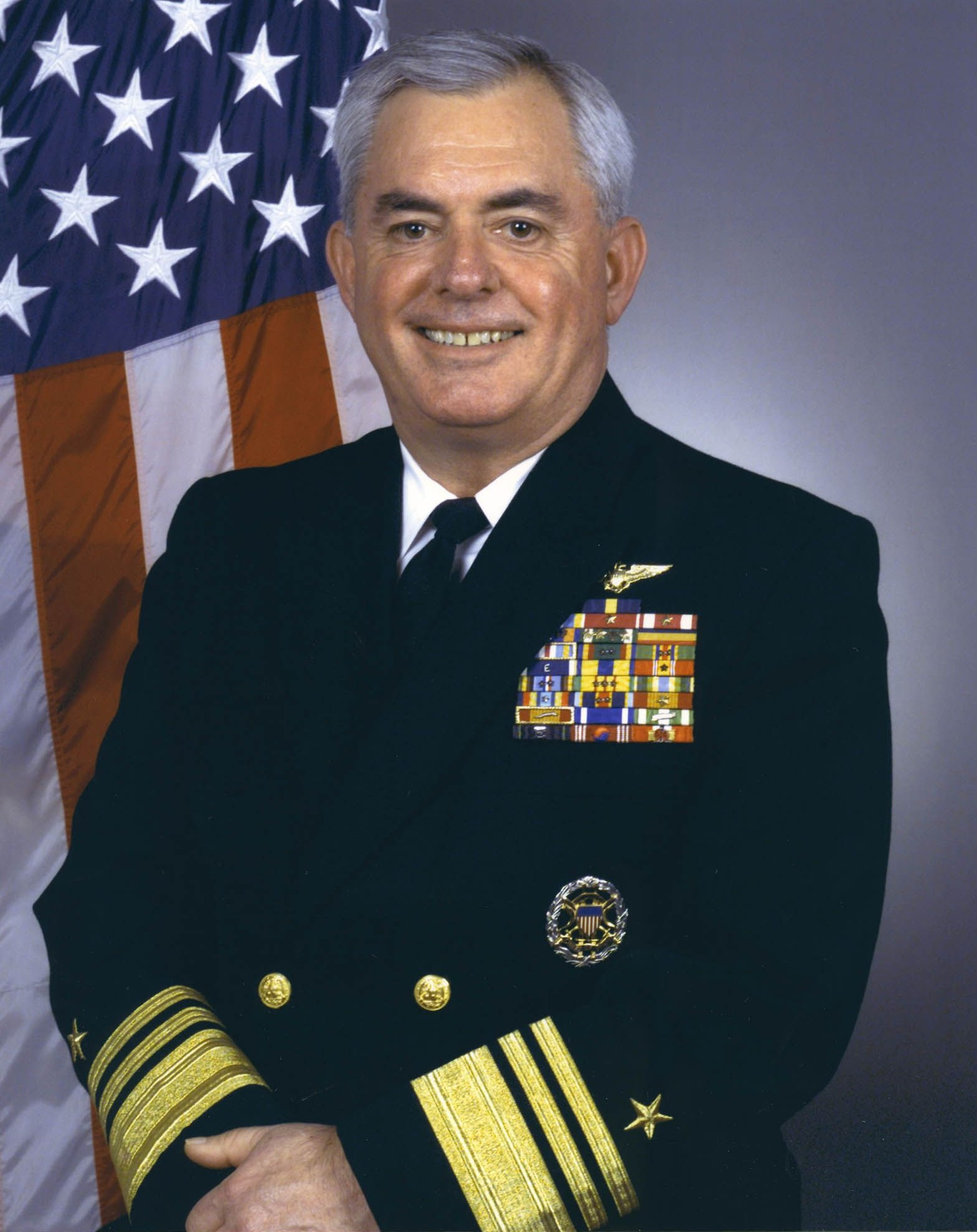
Charles Moore Jr. (2003)

Charles William Moore Jr. (* 24. Mai 1946 in Midland, Texas) ist ein pensionierter Vizeadmiral der United States Navy. Er war unter anderem kommissarischer Leiter (Superintendent) der United States Naval Academy (USNA) und Kommandeur der Fünften Flotte.

## Leben
Im Jahr 1968 absolvierte Charles Moore die United States Naval Academy in Annapolis in Maryland. In der amerikanischen Kriegsmarine durchlief er anschließend alle Offiziersränge bis zum Vizeadmiral.
Im Lauf seiner militärischen Karriere absolvierte er verschiedene Kurse und Schulungen. Dazu gehörten unter anderem eine Ausbildung zum Marineflieger sowie ein Studium am Naval War College und an der Salve Regina University. Im Laufe seiner Zeit als Marinepilot absolvierte er über 5000 Flugstunden und über 1000 Landungen auf neun verschiedenen Flugzeugträgern. Außerdem übernahm er das Kommando über verschiedene Marineeinheiten. Dazu gehörten die Flugstaffel 131 (Strike Fighter Squadron 131 (VFA-131)), das 8. Flugzeugträgergeschwader, das im Vietnamkrieg eingesetzt war, die Flugzeugträgergruppe 5 (Carrier Strike Group 5), die ebenfalls am Vietnamkrieg teilnahm, und die Fünfte Flotte, die im Nahen Osten operiert und deren Hauptquartier sich in Manama in Bahrain befindet. Mit dem Kommando über die Fünfte Flotte war auch der Oberbefehl über das United States Naval Forces Central Command (NAVCENT), die Marinekomponente des United States Central Commands, verbunden.
Schließlich übernahm er die Leitung der Stabsabteilung für Logistik beim Chief of Naval Operations (CNO). Am 5. Juni 2003 übernahm er zusätzlich als Nachfolger von Richard J. Naughton als kommissarischer Superintendent die Leitung der Marineakademie in Annapolis. Dieses Amt bekleidete er bis zum 1. August 2003, als Rodney P. Rempt als regulärer Leiter der Marineakademie seine Nachfolge antrat. Diese Aufgabe fiel ihm zu, nachdem Richard Naughton nach internen Navy-Untersuchungen wegen Fehlverhaltens im Amt seinen Rücktritt als Leiter der Akademie angekündigt hatte. Anschließend setzte er seine Tätigkeit beim CNO fort. Im Jahr 2004 schied er aus dem aktiven Militärdienst aus.
Nach seiner Pensionierung wurde Charles Moore im Jahr 2004 für die Firma Lockheed Martin tätig. Zwischen 2009 und 2013 leitete er deren Niederlassung in Abu Dhabi, die für Geschäfte im Nahen Osten und Afrika zuständig war. Danach verblieb er zunächst in Abu Dhabi, wo er bis 2015 für die unter anderem im Ölgeschäft tätige Dodsal Group arbeitete. Anschließend zog er nach Fort Worth in Texas. Seit Dezember 2022 ist er Vorstandsmitglied (Director) bei der Firma Stavatti, die im Flugzeugbau (aircraft manufacturer) tätig ist.

## Orden und Auszeichnungen
Charles Moore erhielt im Lauf seiner militärischen Laufbahn unter anderem folgende Auszeichnungen:
- Navy Distinguished Service Medal
- Defense Superior Service Medal
- Legion of Merit
- Joint Meritorious Medal
- Meritorious Service Medal
- Air Medal
- Presidential Unit Citation
- Cross of Gallantry (Südvietnam)